# Grana Monferrato
Pour les articles homonymes, voir Grane (homonymie) et Grana.
Grana Monferrato (Grane en français) est une commune italienne de la province d'Asti, dans la région Piémont.

## Grana Monferrato dans la littérature
C'est dans un village homonyme, "Grana", que se déroule une grande partie du livre "Les huit montagnes" ("Le otto montagne") de Paolo Cognetti. "Grana" du roman de Paolo Cognetti est situé dans la région du Mont Rose, à plus de 100 km de la commune de Grana, s'appelle Grenne et fait partie de la commune Gressoney-La-Trinité.

## Histoire
- Marquisat de Grane.

La commune de Grana prend le nom de Grana Monferrato en 2023.

## Administration
| Période                                  | Période | Identité | Étiquette | Qualité |
| ---------------------------------------- | ------- | -------- | --------- | ------- |
|                                          |         |          |           |         |
| Les données manquantes sont à compléter. |         |          |           |         |

### Communes limitrophes
Calliano, Casorzo, Castagnole Monferrato, Grazzano Badoglio, Moncalvo, Montemagno, Penango.